# Episodi de Le nuove avventure di Flipper (quarta stagione)
La quarta stagione e ultima della serie televisiva Le nuove avventure di Flipper è andata in onda negli Stati Uniti d'America dal 28 agosto 1999 al 1º luglio 2000 sull'emittente PAX Network.
| n° | Titolo originale    | Titolo italiano            | Prima TV USA      | Prima TV Italia |
| -- | ------------------- | -------------------------- | ----------------- | --------------- |
| 1  | Wreck of the Zephyr | Ricordi d'infanzia         | 28 agosto 1999    |                 |
| 2  | One Perfect Day     | Gioco di squadra           | 4 settembre 1999  |                 |
| 3  | A Helping Hand      | Una mano tesa              | 11 settembre 1999 |                 |
| 4  | The Wish            | Il desiderio di Shelby     | 18 settembre 1999 |                 |
| 5  | Saving Tom          | Tom è in pericolo          | 25 settembre 1999 |                 |
| 6  | Spring Break        | Vacanze di primavera       | 2 ottobre 1999    |                 |
| 7  | Blind Faith         | Fiducia cieca              | 16 ottobre 1999   |                 |
| 8  | Nickels & Dimes     | L'importanza dell'amicizia | 6 novembre 1999   |                 |
| 9  | Hurricane           | Arriva l'uragano           | 13 novembre 1999  |                 |
| 10 | Free-Diving         | Immersioni libere          | 4 dicembre 1999   |                 |
| 11 | A Night to Remember | Notte da ricordare         | 25 dicembre 1999  |                 |
| 12 | Princess Weekend    | Un weekend da favola       | 1º gennaio 2000   |                 |
| 13 | Waterworld          | Mondo sommerso             | 15 gennaio 2000   |                 |
| 14 | Black Dolphin       | Segreto di Stato           | 22 gennaio 2000   |                 |
| 15 | Class               | Classe                     | 29 gennaio 2000   |                 |
| 16 | The Inquiry         | L'indagine                 | 19 febbraio 2000  |                 |
| 17 | Cap in Love         | Il capitano innamorato     | 18 marzo 2000     |                 |
| 18 | Message in a Bottle | L'anima gemella            | 25 marzo 2000     |                 |
| 19 | Going Solo          | Navigare da soli           | 1º aprile 2000    |                 |
| 20 | Kidd's Treasure     | Il tesoro di Kidd          | 8 aprile 2000     |                 |
| 21 | Mr. Mom             | Mamma per forza            | 15 aprile 2000    |                 |
| 22 | Mystery Ship        | La nave del mistero        | 20 maggio 2000    |                 |
| 23 | Re-Educating Rita   | Il delfino                 | 27 maggio 2000    |                 |
| 24 | The Survivor        | Il sopravvissuto           | 3 giugno 2000     |                 |
| 25 | Destiny             | Destino                    | 10 giugno 2000    |                 |
| 26 | Prodigal Father     | Ingegnoso espediente       | 17 giugno 2000    |                 |
| 27 | The Dreaming        | Telepatia                  | 1º luglio 2000    |                 |